# Pfaffing
Pfaffing é um município da Alemanha, situado no distrito de Rosenheim, no estado da Baviera. Tem 35,39 km² de área, e sua população em 2019 foi estimada em 4.207 habitantes.